# Vidor Dezső
Vidor Dezső, Weisz (Nagykereki, 1870. február 15. – Budapest, Terézváros, 1945. április 17.) színész, rendező, színházi titkár, színészpedagógus, színháztörténész.

## Életútja
Weisz Mózes és Kohn Julianna fia. Középiskolai tanulmányainak Nagyváradon jeles érettségivel történt befejezése után az Országos Magyar Királyi Színművészeti Akadémiára került, itt szerzett oklevele alapján 1893-tól öt éven át a nagyobb vidéki városok színházainak kedvelt énekes és drámai színésze, rendezője és igazgatóhelyettese volt. 1898-ban a budapesti Magyar Színház főrendezője, mely minőségben három éven keresztül végzett kiváló működésével elismert nevet szerzett. 1901-ben Keglevich István gróf intendáns előbb igazgatósági fogalmazónak, egy évvel később pedig önálló színpadi rendezőnek nevezte ki a Magyar Királyi Operaházhoz. Ugyanitt 1908-ban olyképp változott tevékenységi köre, hogy Apponyi Albert gróf akkori vallás- és közoktatásügyi miniszter megerősítésével a színház titkári állására kap kinevezést. Ebben a minőségében Bánffy Miklós gróf intendanturája idején (1917–1918-ban) két éven át az igazgatói teendőket is ő látta el.
Az 1918-as forradalom kitörése után ideiglenesen megvált állásától és saját kérésére a vallás- és közoktatásügyi minisztérium művészeti ügyosztályába rendelték be, ahol különösen a vidéki színészet ügyeinek referenseként végzett igen értékes munkát. 1922-ben dr. Vass József kultuszminiszter visszahelyezte az Operaház titkári állásába. Négy évig egyfelől az intézet házi-múzeumának megszervezésével foglalatoskodott, mely A Magyar Királyi Operaház Emlékgyűjteménye címen 1930. október 18-án nyílt meg, másfelől a színház fennállásának ötvenedik évfordulója alkalmával megjelent nagy történelmi művön dolgozott. Több mint húsz éven át fejtett ki hasznos munkásságot az Országos Színészegyesület igazgatótanácsosi, számvizsgálói és alelnöki minőségében is. Nagy része volt az egyesület színésziskolájának létrehozatalában, mely iskolának kezdettől fogva nagytudású tanára, 1923-tól pedig erélyes és buzgó igazgatója volt 1936-ig.
Vidor Dezső művészeti téren teljesített sokoldalú munkásságán felül figyelemreméltó irodalmi tevékenységet is folytatott. Egy kisebb füzete A színészetről című, tankönyve volt a színésziskolának. A színpadi rendező és munkája című 1907-ben megjelent kötete a magyar könyvpiacon úttörő munka számba ment. 1909-ben vaskos kötetbe foglalta össze a Magyar Királyi Operaház 25 éves történetét. Ezenfelül számos színdarabot fordított német, francia és olasz nyelvből. Felesége Vidor Dezsőné Molnár Rózsi színésznő.

## Könyvei
- A színészetről (1905)
- A színpadi szerző és munkája (1906)
- Az Országos Színészegyesület színészképző iskolájának huszonöt éve, 1903–1928 (1928)

## Fordításai
- Weis: A lengyel zsidó (1902)
- Smetana: Dalibor (1909)
- Erlanger: Tessa (1911)
- Mozart: Figaro házassága (1928)